# Scirites
Scirites Bishop & Crosby, 1938 è un genere di ragni appartenente alla famiglia Linyphiidae.

## Distribuzione
Le due specie oggi attribuite a questo genere sono state rinvenute negli Stati Uniti e in Canada.

## Tassonomia
A giugno 2012, si compone di due specie:
- Scirites finitimus Dupérré & Paquin, 2007) — USA, Canada
- Scirites pectinatus (Emerton, 1911)[3] — USA, Canada

### Sinonimi
- Scirites exiguus (Hackman, 1954); questi esemplari, a seguito di un lavoro degli aracnologi Aitchison-Benell & Dondale del 1990, sono stati riconosciuti come sinonimi di S. pectinatus (Emerton, 1911)[1].